# Junkers Ju 85
Lo Junkers Ju 85 era un bombardiere veloce bimotore progettato dall'azienda aeronautica tedesca Junkers Flugzeug- und Motorenwerke AG nei tardi anni trenta e rimasto alle prime fasi di sviluppo.

## Storia del progetto
Nei tardi anni trenta l'ufficio tecnico della Junkers avviò un programma di sviluppo del suo multiruolo Ju 88 affiancando ai progetti con impennaggio monoderiva uno che prevedeva una diversa soluzione bideriva atta ad assicurare una migliore finestra di fuoco per la postazione del mitragliere posteriore. Benché sia noto come Ju 85 le fonti non sono concordi se nell'azienda questo progetto avesse ricevuto una sua specifica designazione, tanto che si genera confusione con un altro progetto indicato come K 85 relativo ad un idrosilurante sviluppato dalla svedese AB Flygindustri e che nulla aveva a che fare con tale progetto.
Vennero pianificate due versioni sviluppate da due differenti prototipi dello Ju 88, indicate Ju 85 A e Ju 85 B. La prima era basata sullo Ju 88 V3 ed era equipaggiata con un armamento ridotto basato su una singola mitragliatrice MG 15 calibro 7,92 mm, l'armamento difensivo standard nei velivoli in dotazione alla Luftwaffe montata su supporto brandeggiabile e camerata per il munizionamento 7,92 × 57 mm Mauser. Ritenuta non idonea per la bassa potenza di fuoco venne sostituita dal progetto dello Ju 85 B, basato sullo Ju 88 V6, il quale si differenziava, oltre per l'equipaggiamento difensivo basato su quattro mitragliatrici dello stesso tipo, per l'adozione di una fusoliera modificata che integrava una cabina di pilotaggio con tettuccio simile a quella adottata dal successivo Junkers Ju 188.
Tuttavia durante una valutazione comparativa il Technisches Amt del Reichsluftfahrtministerium (RLM) ritenne che i vantaggi ottenuti fossero vanificati dalla maggior efficienza aerodinamica dell'impennaggio monoderiva per cui il progetto venne abbandonato in favore degli sviluppi dello Ju 88.

## Versioni
Ju 85 A
versione armata con una singola mitragliatrice MG 15 calibro 7,92 mm.
Ju 85 B
versione dotata di un naso di diverso disegno che incorporava una cabina di pilotaggio simile a quella del successivo Junkers Ju 188 ed armata con quattro mitragliatrici MG 15.